# Ajay Devgn
Ajay Devgn, (अजय देवगन), nato Vishal Devgan (Nuova Delhi, 2 aprile 1969), è un attore, regista e produttore cinematografico indiano.
Nel 2009 ha cambiato il proprio cognome in Devgn su richiesta della propria famiglia.

## Biografia
Ha debuttato nel 1991 con Phool Aur Kaante , per il quale ha ricevuto un Filmfare Awards per il miglior debutto maschile. In seguito ha recitato in altre pellicole come Jigar (1992), Dilwale (1994), Suhaag (1994), Naajayaz (1995), Diljale (1996) e Ishq (1997). Nel 1999, Devgn ha ricevuto il suo primo National Film Award come miglior attore per la sua performance nel film Zakhm di Mahesh Bhatt. Nei primi anni duemila, ha recitato in Lajja (2001) e Company (2002). Nel 2003, ha cinto il suo secondo National Film Award come miglior attore per la sua interpretazione di Bhagat Singh in The Legend of Bhagat Singh di Rajkumar Santoshi.
Nel corso della sua carriera ha partecipao a numerosi film di successo di critica e pubblico fra cui Raincoat (2004), Yuva (2004), Omkara (2006), Golmaal: Fun Unlimited (2006), Golmaal Returns (2008), All the Best: Fun Begins (2009), Once Upon a Time in Mumbaai (2010), Golmaal 3 (2010), Raajneeti (2010) e Singham (2011). Grazie a ciò, è diventato uno dei principali attori nell'industria di Bollywood. Nel 2008, ha debuttato alla regia con U Me Aur Hum, che si è rivelato un moderato successo al botteghino. Ha successivamente fondato la casa di produzione cinematografica Ajay Devgn Films.

## Vita privata
Dal 1999 è sposato con l'attrice Kajol, dalla quale ha avuto due figli: Nysa nel 2003 e Yug nel 2010.

## Filmografia

### Attore
- Phool Aur Kaante, regia di Kuku Kohli (1991)
- Jigar, regia di Farogh Siddique (1992)
- Divya Shakti, regia di Sameer Malkan (1993)
- Platform, regia di Deepak Pawar (1993)
- Sangram, regia di Lawrence D'Souza (1993)
- Shaktiman, regia di K.C. Bokadia (1993)
- Dil Hai Betaab, regia di K.C. Bokadia (1993)
- Ek Hi Raasta, regia di Deepak Bahry (1993)
- Bedardi, regia di Krishnakant Pandya (1993)
- Dhanwaan, regia di K. Viswanath (1993)
- Dilwale, regia di Harry Baweja (1994)
- Kanoon, regia di Sushma Shiromani (1994)
- Vijaypath, regia di Farogh Siddique (1994)
- Suhaag, regia di Kuku Kohli (1994)
- Naajayaz, regia di Mahesh Bhatt (1995)
- Hulchul, regia di Anees Bazmee (1995)
- Gundaraj, regia di Guddu Dhanoa (1995)
- Haqeeqat, regia di Kuku Kohli (1995)
- Jung, regia di Rama Rao Tatineni (1996)
- Jaan, regia di Raj Kanwar (1996)
- Diljale, regia di Harry Baweja (1996)
- Ishq, regia di Indra Kumar (1997)
- Itihaas, regia di Raj Kanwar (1997)
- Major Saab, regia di Tinnu Anand (1998)
- Pyaar To Hona Hi Tha, regia di Anees Bazmee (1998)
- Sar Utha Ke Jiyo, regia di Sikander Bharti (1998)
- Zakhm, regia di Mahesh Bhatt (1998)
- Kachche Dhaage, regia di Milan Luthria (1999)
- Hogi Pyaar Ki Jeet, regia di P. Vasu (1999)
- Hum Dil De Chuke Sanam, regia di Sanjay Leela Bhansali (1999)
- Hindustan Ki Kasam, regia di Veeru Devgan (1999)
- Gair, regia di Ashok Gaekwad (1999)
- Thakshak, regia di Govind Nihalani (1999)
- Dil Kya Kare, regia di Prakash Jha (1999)
- Deewane, regia di Harry Baweja (2000)
- Raju Chacha, regia di Anil Devgan (2000)
- Yeh Raaste Hain Pyaar Ke, regia di Deepak S. Shivdasani (2001)
- Lajja, regia di Rajkumar Santoshi (2001)
- Tera Mera Saath Rahen, regia di Mahesh Manjrekar (2001)
- Company, regia di Ram Gopal Varma (2002)
- Hum Kisi Se Kum Nahin, regia di David Dhawan (2002)
- The Legend of Bhagat Singh, regia di Rajkumar Santoshi (2002)
- Deewangee, regia di Anees Bazmee (2002)
- Bhoot, regia di Ram Gopal Varma (2003)
- Qayamat: City Under Threat, regia di Harry Baweja (2003)
- Chori Chori, regia di Milan Luthria (2003)
- Gangaajal, regia di Prakash Jha (2003)
- Parwana, regia di Deepak Bahry (2003)
- Zameen, regia di Rohit Shetty (2003)
- LOC Kargil, regia di J. P. Dutta (2003)
- La divisa (Khakee), regia di Rajkumar Santoshi (2004)
- Masti, regia di Indra Kumar (2004)
- Yuva, regia di Mani Ratnam (2004)
- Raincoat, regia di Rituparno Ghosh (2004)
- Taarzan: The Wonder Car, regia di Abbas Alibhai Burmawalla e Mastan Alibhai Burmawalla (2004)
- Insan, regia di K. Subhash (2005)
- Il prezzo del destino (Blackmail), regia di Anil Devgan (2005)
- Zameer, regia di Kamal (2005)
- Tango Charlie, regia di Mani Shankar (2005)
- Kaal, regia di Soham Shah (2005)
- Main Aisa Hi Hoon, regia di Harry Baweja (2005)
- Apaharan, regia di Prakash Jha (2005)
- Shikhar, regia di John Mathew Matthan (2005)
- Dharti Kahe Pukar Ke, regia di Dhananjay Mishra (2006)
- Golmaal: Fun Unlimited, regia di Rohit Shetty (2006)
- Omkara, regia di Vishal Bhardwaj (2006)
- Cash, regia di Anubhav Sinha (2007)
- Ram Gopal Varma Ki Aag, regia di Ram Gopal Varma (2007)
- Halla Bol, regia di Rajkumar Santoshi (2008)
- Sunday, regia di Rohit Shetty (2008)
- U Me Aur Hum, regia di Ajay Devgn (2008)
- Haal-e-Dil, regia di Anil Devgan (2008)
- Mehbooba, regia di Tabrez Hashmi e Afzal Khan (2008)
- Golmaal Returns, regia di Rohit Shetty (2008)
- All the Best: Fun Begins, regia di Rohit Shetty (2009)
- London Dreams, regia di Vipul Amrutlal Shah (2009)
- Teen Patti, regia di Leena Yadav (2010)
- Atithi Tum Kab Jaoge?, regia di Ashwani Dhir (2010)
- Raajneeti, regia di Prakash Jha (2010)
- Once Upon a Time in Mumbaai, regia di Milan Luthria (2010)
- Aakrosh, regia di Priyadarshan (2010)
- Golmaal 3, regia di Rohit Shetty (2010)
- Toonpur Ka Superrhero, regia di Kireet Khurana (2010)
- Yamla Pagla Deewana, regia di Samir Karnik (2011)
- Dil Toh Baccha Hai Ji, regia di Madhur Bhandarkar (2011)
- Ready, regia di Anees Bazmee (2011)
- Singham, regia di Rohit Shetty (2011)
- Rascals, regia di David Dhawan (2011)
- Tezz, regia di Priyadarshan (2012)
- Bol Bachchan, regia di Rohit Shetty (2012)
- Son of Sardaar, regia di Ashwani Dhir e Anil Devgan (2012)
- Mr Fraud, regia di Abbas Alibhai Burmawalla e Mastan Alibhai Burmawalla (2012)
- Himmatwala, regia di Sajid Khan (2013)
- Satyagraha, regia di Prakash Jha (2013)
- Singham Returns, regia di Rohit Shetty (2014)
- Action Jackson, regia di Prabhu Deva (2014)
- Hey Bro, regia di Ajay Chandhok (2015)
- Drishyam, regia di Nishikant Kamat (2015)
- Fitoor, regia di Abhishek Kapoor (2016)
- Shivaay, regia di Ajay Devgn (2016)
- Guest iin London, regia di Ashwani Dhir (2017)
- Baadshaho, regia di Milan Luthria (2017)
- Golmaal Again, regia di Rohit Shetty (2017)
- Aapla Manus, regia di Satish Rajwade (2018)
- Raid, regia di Raj Kumar Gupta (2018)
- Simmba, regia di Rohit Shetty (2018)
- Total Dhamaal, regia di Indra Kumar (2019)
- De De Pyaar De, regia di Akiv Ali (2019)
- Tanhaji: The Unsung Warrior, regia di Om Raut (2020)
- Naam, regia di Anees Bazmee (2021)
- RRR, regia di S. S. Rajamouli (2022)